# Gnomidolon proseni
Gnomidolon proseni là một loài bọ cánh cứng trong họ Cerambycidae.